# Miotomo

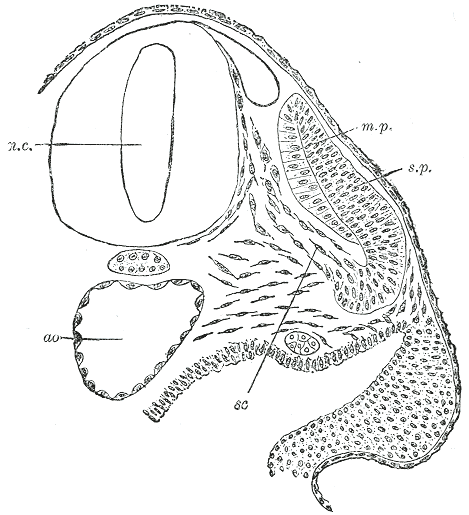
Sezione trasversale di embrione umano alla terza settimana che mostra la differenziazione del segmento primitivo. Il miotomo è indicato con "m.p." (muscle-plate, placca muscolare, il termine usato in precedenza). Le altre sigle: ao. aorta; n.c. canale neurale; sc. sclerotomo; s.p. "cutis-plate", placca cutanea

In embriologia dei vertebrati il miotomo, detto anche segmento muscolare embrionale, è un gruppo di tessuti che costituiranno i muscoli. In precedenza il termine per indicare il miotomo era segmento o placca muscolare. 
Il miotomo è quindi quella porzione del somite (a sua volta frazione del mesoderma) che, al termine del processo di gastrulazione, si troverà in posizione intermedia tra lo sclerotomo che darà origine al cranio posteriore ed alle vertebre, ed il dermatomo che si trasformerà, fra le altre cose, nel derma delle regioni dorsali e laterali del corpo. 
Dal miotomo si ha la formazione di muscoli (cellule miogeniche). Il miotomo va ben presto incontro a segmentazione: questi nuovi miotomi metamerici si insinueranno tra il mesoderma della piastra laterale (che dà origine al peritoneo ed al mesentere) e l'ectoderma (che è il foglietto embrionale più esterno) dando così origine alla maggior parte della muscolatura somatica.

## Ruolo clinico
Il test del Miotomo è parte integrante di un esame neurologico, poiché ogni radice nervosa proveniente dal midollo spinale controlla uno specifico gruppo di muscoli. Il test di miotomo, è effettuato contro una resistenza muscolare isometrica, esso offre al medico informazioni sul livello cui una lesione può essere presente nella colonna vertebrale.
Durante il test, il clinico cerca una debolezza muscolare (ipotonia) di un determinato gruppo di muscoli. I risultati possono indicare una lesione alle radici nervose del midollo spinale, oppure la circostanza di un'ernia del disco intervertebrale che preme sul radici dei nervi spinali.
Le distribuzioni miotomica degli arti superiori e inferiori è la seguente:
- C1 e C2 - flessione / estensione del collo
- C3 - flessione laterale del collo
- C4 - elevazione della spalla
- C5 - abduzione della spalla
- C6 - flessione gomito / estensione del polso
- C7 - estensione del gomito / flessione polso
- C8 - flessione delle dita
- T1 - abduzione delle dita
- L2 - flessione dell'anca
- L3 - estensione del ginocchio
- L4 - dorsi-flessione della caviglia
- L5 - estensione dell'alluce
- S1 - flessione plantare della caviglia, eversione della caviglia, estensione dell'anca
- S2 - flessione del ginocchio